# Institut Català d'Arqueologia Clàssica
L'Institut Català d'Arqueologia Clàssica és un centre de recerca públic en arqueologia clàssica creat l'any 2000per la Generalitat de Catalunya i la Universitat Rovira i Virgili, amb la participació del Consell Interuniversitari de Catalunya. Té com a finalitat la recerca, la formació avançada i la difusió de la civilització i la cultura a la Mediterrània, des de la protohistòria fins a l'antiguitat tardana, en totes les seves expressions materials i immaterials. És el centre català de referència en aquest àmbit.
Té la seu a Tarragona, en un edifici cedit per la Universitat Rovira i Virgili i l'Ajuntament de la ciutat.
A més d'impulsar diverses línies de recerca en arqueologia clàssica, també efectua la docència d'un Màster en Arqueologia Clàssica conjuntament amb la Universitat Rovira i Virgili i la Universitat Autònoma de Barcelona.
Actualment el seu director és l'investigador arqueòleg i historiador Josep Maria Palet Martínez. El seu nomenament es va fer oficial el desembre del 2019.